# Балзар, Фред
Фредерик Беннетт «Фред» Балзар (англ. Frederick Bennett «Fred» Balzar; 15 июня 1880 — 21 марта 1934) — американский политик, 15-й губернатор Невады. Член Республиканской партии.

## Биография
Балзар родился в Вирджиния-Сити, штат Невада. В 1905 году он стал членом Палаты представителей штата Невада, а в 1909 году — сенатором штата, и занимал эту должность до 1917 года.
В 1926 году Балзар победил на выборах действующего губернатора Джеймса Скрухэма.
Балзар умер 21 марта 1934 года в особняке губернатора в городе Карсон-Сити после продолжительной болезни.
Балзар дружил с актёром Уиллом Роджерсом, который называл его a real two-fisted governor.